# توشییا موتویزوکا
توشییا موتویزوکا (ژاپنی: 本塚 聖也؛ زادهٔ ۲۰ مهٔ ۱۹۹۷) یک بازیکن فوتبال اهل ژاپن است.
از باشگاه‌هایی که در آن بازی کرده‌است می‌توان به باشگاه فوتبال زویگن کانازاوا اشاره کرد.